# Северо-Осетинская государственная филармония
Северо-Осетинская государственная академическая филармония — концертная организация в городе Владикавказ. Открыта в 1944 году.
С 2017 года, вместе с театром оперы и балета входит в состав Мариинского театра.
Филармония располагается в здании бывшей лютеранской кирхи. Здание — выявленный объект культурного наследия России.

## История
Государственная филармония СОАССР образовалась на базе Северо-Осетинского симфонического оркестра и творческих коллективов СОАССР, открылась в 1944 году в здании евангельско-лютеранской кирхи, принадлежавшей до 1930-х годов немецкой общине Владикавказа.
Филармония поспособствовала возникновению осетинской симфонической музыки. Открытие филармонии привлекло многих композиторов, которые оркестровали свои произведения и представляли их публике. Так, постоянно сотрудничали с филармонией такие композиторы, как: Д. Хаханов, И. Габараев, Х. Плиев, Т. Кокойти, Н. Карницкая, Р. Цорионти, Г. Абаев, Ж. Плиева, Л. Канукова, З. Хабалова, Л. Ефимцова, А. Макоев.
С филармонией сотрудничали такие оперные и камерные певцы, как Мария Котолиева, Таисия Тогоева, Юрий Бацазов, Долорес Билаонова, Эмилия Цаллагова, Елкан Кулаев, Тамара Фидарова, Валерий Сагкаев. и др.
В филармонии неоднократно выступали Святослав Рихтер, Тихон Хренников, Мстислав Ростропович, Эмиль Гилельс, Вероника Дударова, Валерий Гергиев.
В 1959—2000 гг. симфонический оркестр филармонии возглавлял народный артист РСФСР Павел Ядых.
В 1970-е в Филармонии действовал гос. анасамбль танца «Арт» под управлением Альбины Баевой.
В 2002—2011 гг. симфонический оркестр филармонии возглавлял профессор Ростовской консерватории Валерий Хлебников. В 2011 году главным дирижёром стал штатный дирижёр Мариинского театра Заурбек Гугкаев. В 2016 году штатным дирижёром филармонии стал Георгий Албегов. В 2018 году постоянным приглашенным дирижёром стал сингапурец Чия Амос.
В конце 2016 году состоялось открытие филармонии после длительного ремонта.
Директор и художественный руководитель филармонии — А. В. Макоев.

## Коллективы филармонии
- Государственный большой симфонический оркестр Республики Северная Осетия — Алания (гл. дирижёр и художественный руководитель — Заурбек Гугкаев),
- Камерный ансамбль имени П. А. Ядых (худ. руководитель — Заурбек Гугкаев),
- Мужской хор национальной героической песни (худ. руководитель — Ольга Джанаева),
- Музыкальный лекторий № 1 и № 2 (руководитель — Людмила Усова)
- Молодёжный оркестр национальных фольклорных инструментов (руководитель — Олег Ходов).